# Kemenczei Tibor
Kemenczei Tibor (Kispest, 1939. szeptember 11. - 2024. augusztus 30.) régész.

## Élete
Kispesten végezte a gimnáziumot, ahol 1957-ben érettségizett. 1962-ben végezte el az ELTE régészet szakát. 1963-ban doktorált. 1967-1971 között aspiráns volt. 1972-ben megvédte kandidátusi értekezését, mely 1984-ben jelent meg. 1997-ben habilitált.
1962-1971 között a miskolci Herman Ottó Múzeum őskoros régésze volt. Számos ásatást vezetett, többek között a körömi és prügyi bronzkori telepeket, a geleji, szajlai és litkei bronzkori temetőket, illetve a bükkaranyosi földvárat. Részt vett a kiskörei vízerőmű építésével kapcsolatos régészeti feltárásokban is. 1971-től 2007-es nyugalomba vonulásáig a Magyar Nemzeti Múzeum munkatársa volt. 1977-től tudományos főmunkatárs. 1977-2003 között a Régészeti Osztály vezetője, majd 2004-2007 között szaktanácsadó. Jelentősek a nagyberki-szalacskai halomsíros temető és a pilismaróti őskori telep feltárása is. 1978-tól vezette a nagymarosi vízerőművel kapcsolatos feltárásokat.
1988-2010 között az MTA Régészeti Bizottságának tagja, 2008-2010 között az MTA Bólyai János ösztöndíj szakbizottságának tagja. 1990-2008 között a Szegedi Tudományegyetem Régészeti Tanszékén tartott előadásokat. 1974-2010 között a Folia Archaeologica szerkesztőbizottságának tagja. Számos kiállítás szervezésében és kiállításkatalógus szerkesztésében vett részt.
Elsősorban késő bronzkorral és kora vaskorral foglalkozik. Három Prähistorische Bronzefunde kötet szerzője. A kárpát-medencei szkíták megjelenését egy századdal korábbra keltezte.

## Elismerései
- Miniszteri díj
- MNM Széchényi-érem
- 1988 Akadémiai díj II. osztálya

## Művei
- 1985 Die Spätbronzezeit Nordostungarns.
- 2005 Zu den östlischen Beziehungen der skythenzeitlichen Alföld-Gruppe. Communicationes Archaeologicae Hungariae 2005, 177–213.
- 2006 Bemerkungen zur Frage der skythenzeitlichen Keramikzeichen. Acta Arch. Hung. 57, 131–151.
- 2007 Kannelierte Keramik in der skythenzeitlichen Alföld-Gruppe – Árkolt díszű kerámia a szkítakori Alföld-csoportban. Folia Archaeologica 53, 41–62.
- 2009 Studien zu den Denkmälern skytisch geprägter Alföld Gruppe. IPH 12. Budapest.
- 2010  Bemerkungen zur Kontinuität und Diskontinuität auf ausgewählten Gräberfeldern des Donau-Theiss-Gebietes – Megjegyzések egyes Duna-Tisza vidéki őskori temetők használatának folyamatos vagy időszakos voltáról. Arch. Ért. 135, 27–51.
- 2010 Funde der skythisch geprägten Alföld-Gruppe in Transdanubien. Folia Arch. 54, 101–125.
- 2012 Angaben zur Kenntnis der Eisenzeit in der Südwesthälfte des Karpatenbeckens. Acta Arch. Hung. 63/2, 317–349.